# Europees kampioenschap schaatsen 1913
Het Europese kampioenschap allround in 1913 werd van 22 tot 23 februari 1913 verreden op de IJsbaan van Sint-Petersburg in Sint-Petersburg.
De titelhouder was de Noor Oscar Mathisen die in 1912 Europees kampioen werd in het Östermalms Idrottsplats in Stockholm. De Rus Vasili Ippolitov werd kampioen.

## Klassement
| #      | Naam                | Land                | Punten | 500m      | 5000m        | 1500m       | 10.000m      |
| ------ | ------------------- | ------------------- | ------ | --------- | ------------ | ----------- | ------------ |
| Goud   | Vasili Ippolitov    | Rusland             | 7      | 47,0 (2)  | 9.09,2 (1)   | 2.25,4 (1)  | 18.51,0 (3)  |
| Zilver | Oscar Mathisen      | Noorwegen           | 9      | 45,4 (1)  | 9.11,2 (2)   | 2.26,8 (2)  | 18.53,4 (4)  |
| Brons  | Nikita Naydenov     | Rusland             | 12     | 50,0 (5)  | 9.22,4 (4)   | 2.31,8 (3)  | 18.32,2 (1)  |
| 4      | Platon Ippolitov    | Rusland             | 15     | 50,4 (8)  | 9.21,2 (3)   | 2.34,8 (5)  | 18.39,2 (2)  |
| 5      | Nikolay Rundyaltsev | Rusland             | 21     | 48,6 (4)  | 9.45,2 (6)   | 2.35,8 (6)  | 20.02,0 (7)  |
| 6      | Yevgeni Korolyov    | Rusland             | 22     | 50,3 (7)  | 9.40,0 (5)   | 2.37,8 (8)  | 19.52,2 (6)  |
| 7      | Rudolf Munna        | Rusland             | 26     | 51,0 (9)  | 10.09,8 (9)  | 2.40,6 (9)  | 19.10,6 (5)  |
| 8      | Josef Zaitsev       | Rusland             | 34     | 52,4 (12) | 10.13,0 (10) | 2.43,0 (11) | 21.31,1 (10) |
| 9      | Frederick Dix       | Verenigd Koninkrijk | 36     | 54,6 (15) | 10.14,0 (11) | 2.44,3 (12) | 20.19,4 (8)  |
| 10     | Artur Kuk           | Rusland             | 38     | 53,6 (14) | 10.15,6 (11) | 2.48,4 (14) | 20.20,2 (9)  |
| NC11   | Martin Sæterhaug    | Noorwegen           |        | 47,2 (3)  | 9.48,0 (7)   | 2.33,6 (4)  |              |
| NC12   | Axel Lihr           | Finland             |        | 50,2 (6)  | 10.19,6 (13) | 2.37,0 (7)  |              |
| NC13   | Stepan Nekrasov     | Rusland             |        | 51,6 (10) | 10.03,2 (8)  | 2.42,6 (10) |              |
| NS3    | Erkki Vanhala       | Finland             |        | 51,8 (11) | 10.41,6 (14) | NS          |              |
| NF2    | Nikolay Nechayev    | Rusland             |        | 52,4 (12) | NF           | 2.49,6 (15) |              |
| NF1    | Mikhail Bychkov     | Rusland             |        | NF        | 10.46,8 (15) | 2.47,4 (13) |              |

* = met val
NC = niet gekwalificeerd
NF = niet gefinisht
NS = niet gestart
DQ = gediskwalificeerd